# Metassamia variata
Metassamia variata is een hooiwagen uit de familie Assamiidae.